# Jacques Henri Sablet
Pour les articles homonymes, voir Sablet (homonymie).
Jacques Henri Sablet, dit Jacques Sablet, ou Sablet le jeune, surnommé par ses contemporains « le Peintre du Soleil », né le 28 janvier 1749 à Morges (Suisse) et mort le 4 avril 1803 à Paris, est un peintre suisse.

## Biographie

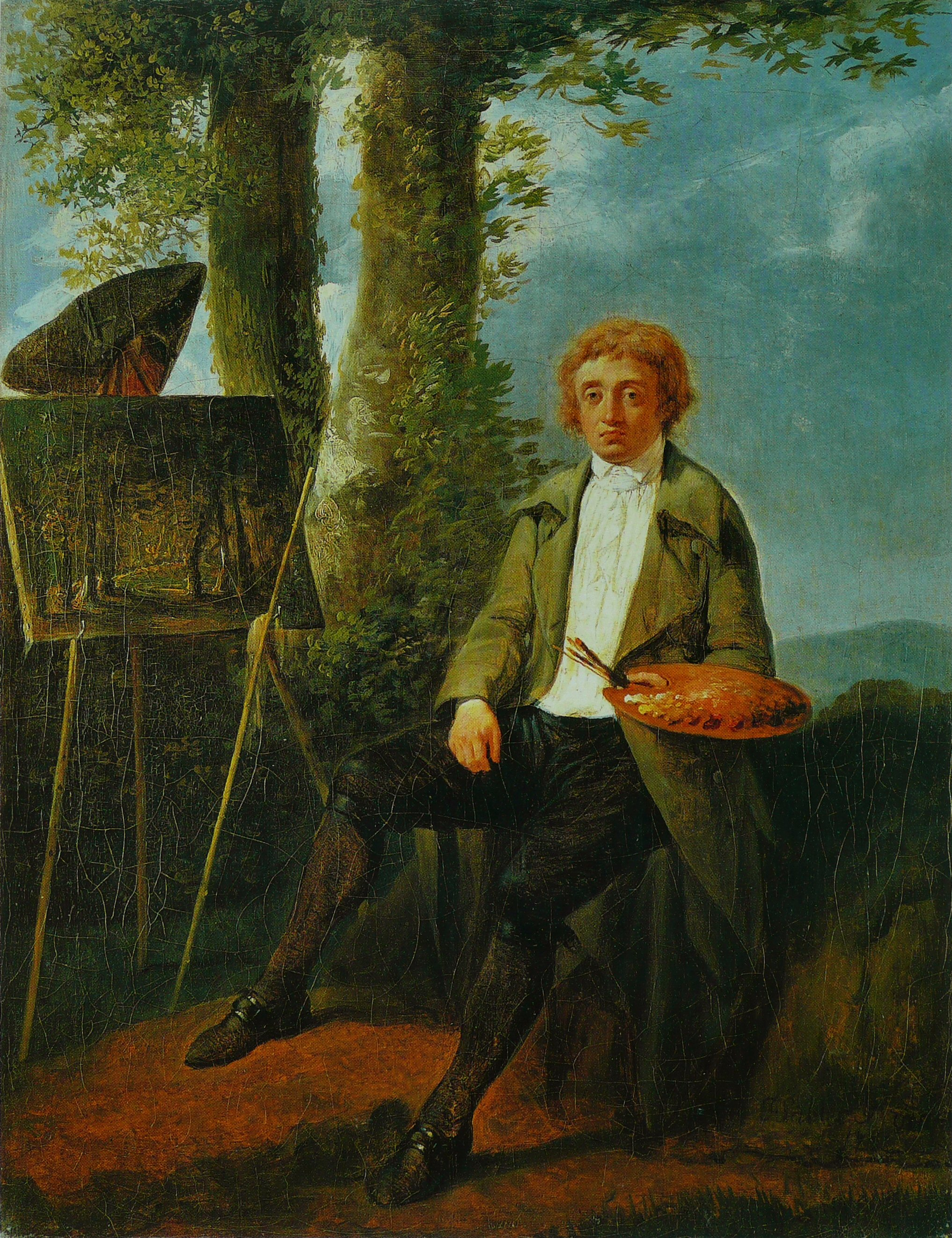
Portrait du peintre Conrad Gessner dans la campagne romaine (1788), Kunsthaus de Zurich.

Jacques Sablet étudie son art avec son père, décorateur et doreur à Lausanne, qui, pour seconder ses dispositions, le place en apprentissage chez Dubois et Cochers, peintres décorateurs à Lyon, qui jouissaient alors de la plus haute réputation dans leur genre. Désireux de progresser, il obtient, en 1772, la permission de son père de s'installer à Paris où il travaille trois ans avec Joseph-Marie Vien. En 1775, il accompagne ce dernier à Rome lorsqu’il est nommé directeur de l’Académie de France. Ambitionnant d’être un peintre d’histoire, son absence de solide formation académique, face à la concurrence, entre autres, de Jacques-Louis David et de Pierre Peyron, l’empêche d’obtenir des commandes. Il se tourne donc vers le portrait, la peinture de genre et le paysage. La plupart de ses scènes de genre dépeignent la vie et les coutumes de la vie quotidienne de Campanie.
Sablet partage un atelier avec le peintre d’histoire Jean-Germain Drouais et est ami avec Simon Denis. En 1793, la montée du sentiment anti-français dans les États pontificaux, et peut-être aussi la concurrence de Louis Gauffier, le force à fuir à Florence. Revenu à Paris après deux décennies de séjour en Italie, il accompagne le sénateur Lucien Bonaparte, mécène des beaux-arts, qui avait souvent eu recours à son talent, lorsque celui-ci est nommé ambassadeur à Madrid en 1800, avec le titre de conseiller de sa collection d’art.
Selon Charles Paul Landon, « c’est […] à son coloris chaud, vigoureux et de la plus grande vérité qu’il doit particulièrement sa réputation ». S’étant blessé à la main droite dans sa jeunesse, infirmité qui le privait totalement de l’usage de cette main, il prend l’habitude — qu’il conserve — d’employer la gauche. Il était le frère cadet de François Sablet, également peintre.

## Œuvres

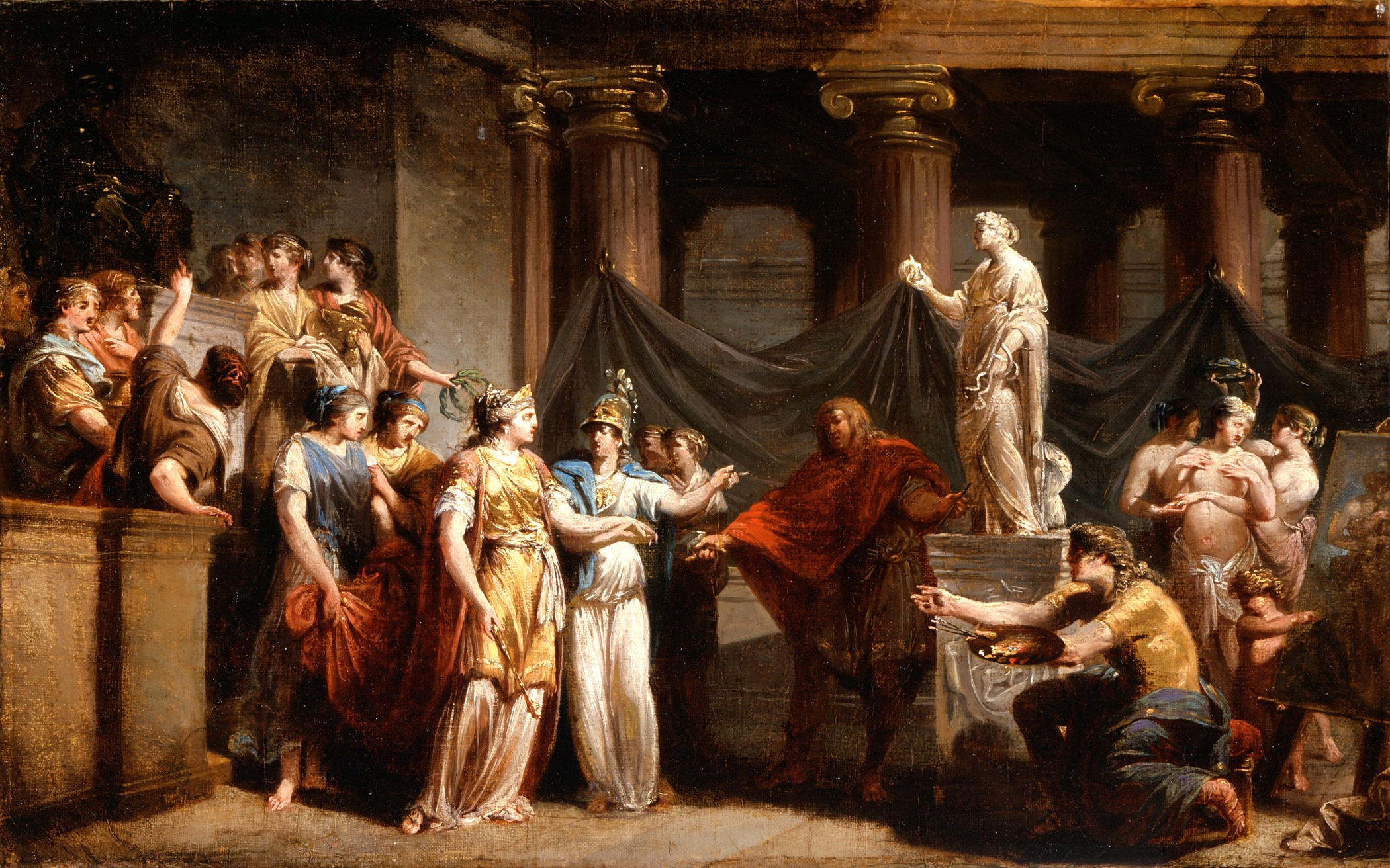
Le Temple des Arts Libéraux, avec la Ville de Berne et Minerve (1779), musée d'Art du comté de Los Angeles.

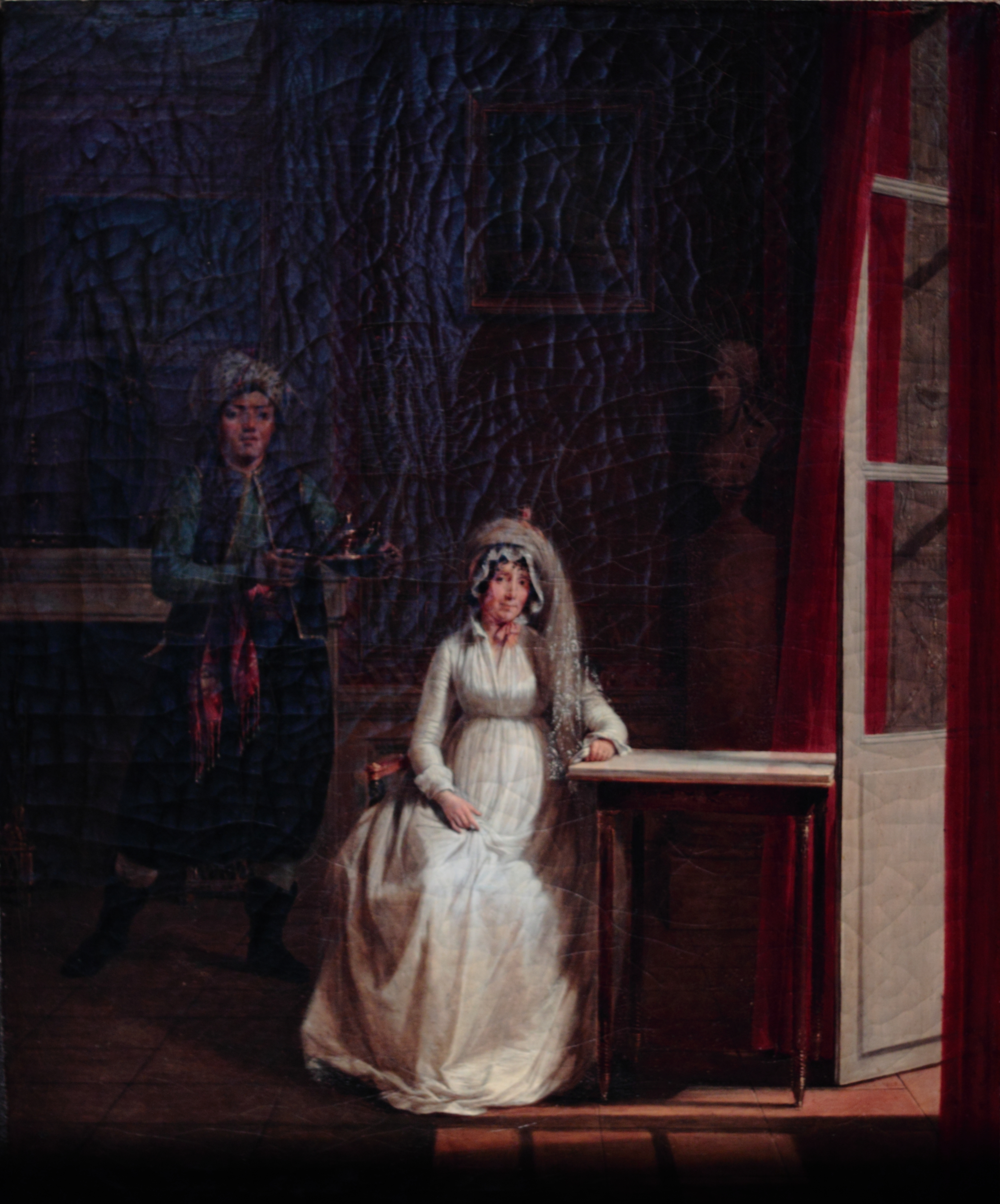
Portrait de Letizia Bonaparte, Ajaccio, musée Fesch.

- Le premier pas de l'enfance (Primi passi en Italien), Rome, 1789; aujourd'hui dans la Collezione Pedriali, à Forlì, Italie (Galerie d'art civique)
- Scène familière, Salon de 1791.
- Paysage orné de figures et d’animaux, Salon de 1791.
- Élégie romaine, 1791, huile sur toile, 61,8 × 74 cm, musée des beaux-arts de Brest[3].
- Une famille d’Albano, Salon de 1793.
- Costume d’Albano, Salon de 1793.
- Portraits d’homme et de femme, Salon de 1795.
- Le Colin-Maillard, peint à Rome en 1790, salon de 1796.
- Le Premier Pas de l’enfance, Salon de 1796.
- Il Morticello, Salon de 1796.
- Le Réveil, Salon de 1796.
- Costume de Frascati, Salon de 1796.
- Les Joueuses d’osselets, Salon de 1796.
- La Fileuse, Salon de 1796.
- Le Flûteur, Salon de 1796.
- Le Lecteur, Salon de 1796.
- Trois têtes, d’après nature, Salon de 1796.
- La Diseuse de bonne aventure, Salon de 1796.
- Un soleil couchant, Salon de 1796.
- Portrait de Gabriel-Marie de La Roche Saint-André avec son épouse Anne-Marie de Coutances et leur fille Gabrielle, 1797.
- Portrait du citoyen membre actuel du Corps législatif, tableau allégorique, Salon de 1798.
- Portrait du citoyen visitant le tombeau de son père avec son épouse, Salon de 1798.
- Une mère donnant une marotte à son enfant, Salon de 1798.
- La Tricoteuse, Salon de 1798.
- La Couseuse, Salon de 1798.
- La Tarentelle, danse napolitaine, Salon de 1799.
- Portrait d’un ami de l’auteur, Salon de 1799.
- Portrait du citoyen Vaume, Salon de 1799.
- Tête, portrait, Salon de 1799.
- Deux portraits en pied, Salon de 1799.
- Deux portraits, dont l’un de famille, Salon de 1800.
- Portrait de famille devant un port, 1800, musée des beaux-arts de Montréal.
- Le Départ d’un officier de la 20e demi-brigade légère, Salon de 1802.
- Un jeune villageois qui vient de s’engager et qui arrive dans sa famille, Salon de 1802.
- Une bacchante, Salon de 1804.
- Nantes, musée des beaux-arts :
  - Vieillard assis et lisant ;
  - Laveuses italiennes ;
  - Vendanges en Italie ;
  - Portrait en pied de Francois Cacault, se promenant, un livre à la main, dans ses jardins ;
  - Intérieur de la salle des Cinq-Cents, à saint-Cloud, dans la soirée dit 18 brumaire an VIII, 1799[4]. Cette scène, qui suivit celle de l’évacuation, eut lieu dans l’Orangerie, à la lueur de quelques quinquets. Lucien Bonaparte, président, déclare que le gouvernement est changé et que trois consuls Bonaparte, Sieyès et Roger-Ducos sont chefs de la République. Ceux-ci sont assis en face du président. Murat et Leclerc sont debout auprès des consuls, Sablet, qui fit cette peinture à la sortie de la séance, s’y est représenté, dans un groupe à gauche, donnant le bras à Pauline Bonaparte, alors femme du général Leclerc.

Œuvres de Jacques Henri Sablet
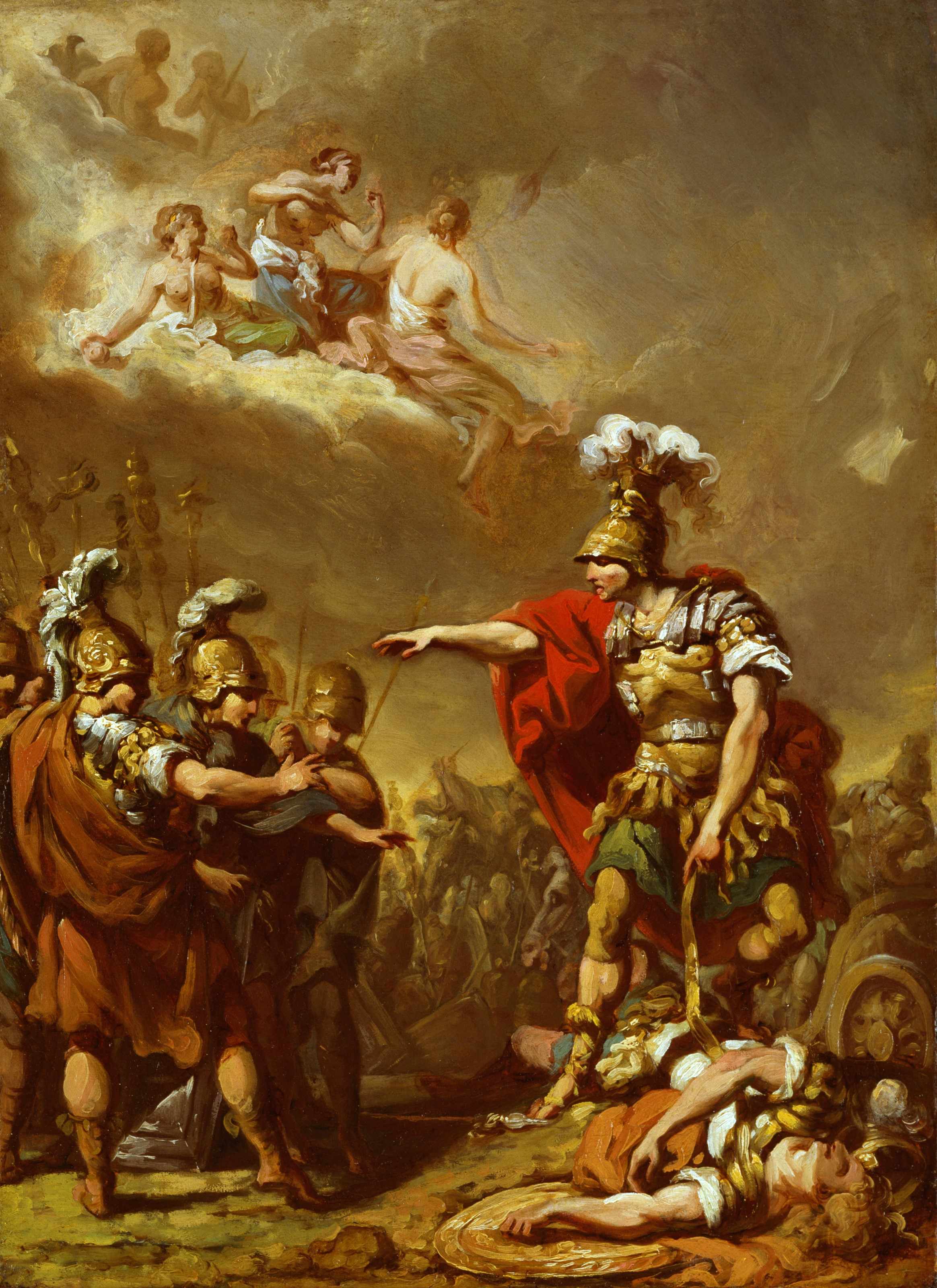
La Mort de Pallas (1778), musée des Beaux-Arts de Houston.
Portrait d'Eleonora Chigi, princesse de Teano (1793), musée d'Art du comté de Los Angeles.
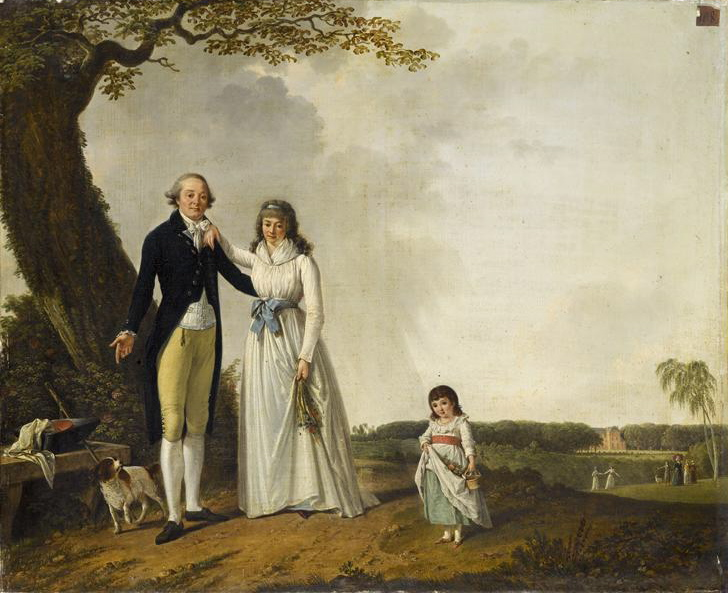
Portrait du comte et de la comtesse de La Roche-Saint-André et de leur fille (1797), Paris, musée du Louvre.
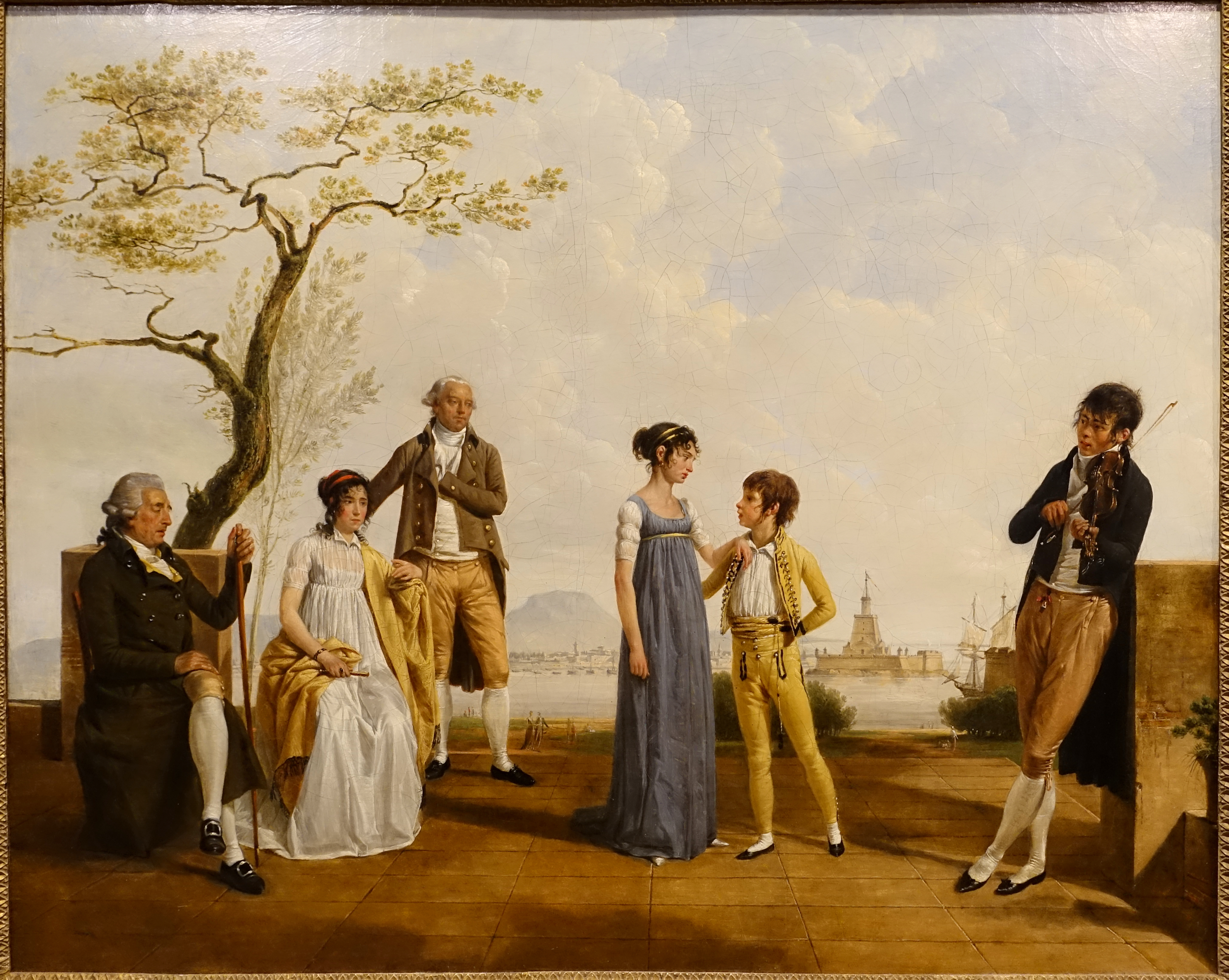
Portrait de famille devant un port (1800), musée des beaux-arts de Montréal.
Le Sacrifice d'un père, Stockholm, Nationalmuseum.

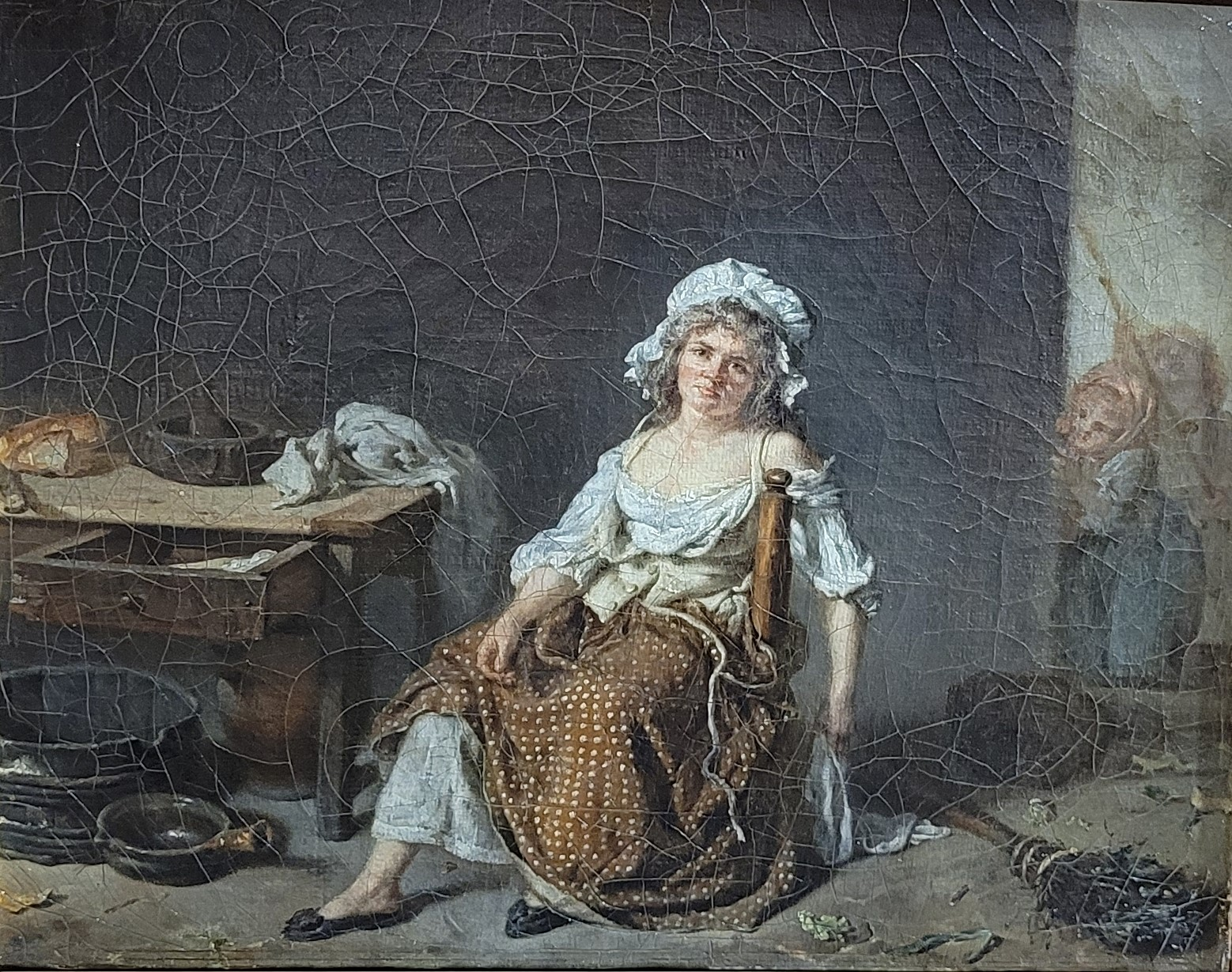
Jacques Sablet (1749-1803), femme assise dans une cuisine (la souillon), huile sur toile, dépôt du Louvre en 1872 au musée de Semur-en-Auxois

## Dessins
- La Diseuse de bonne aventure, plume et encre noire, lavis brun et gris, rehauts de blanc sur papier bleu, H. 0,168 ; L. 0,240 m[5]. Paris, Beaux-Arts de Paris[6]. Ce dessin est caractéristique des scènes de genre que Sablet réalisa à Rome au milieu des années 1780. Une villageoise attend avec anxiété la prophétie de la diseuse de bonne aventure assise sur une chaise et lui tenant la main. Toute la famille est inquiète,le mari se mord les doigts et leurs deux enfants se sont réfugiés dans les jupes de la nourrice.